# Емилия Насева
Емилия Красимирова Насева е български учен в областта на общественото здраве, преподавател в Медицински университет – София.

## Биография
Завършва УНСС като бакалавър по специалността „Икономическа социология“ и магистър по „Социология“. Има две медицински специалности: „Медицинска информатика и здравен мениджмънт“ (2008 г.) и „Икономика на здравеопазването“ (2013 г.). Придобива образователна и научна степен „доктор“ в МУ-София през 2013 г. с дисертационен труд на тема „Показатели за оценка на общественото здраве – емпирични разпределения, основни тенденции и зависимости от техните икономически детерминанти“
В периода 2001 – 2008 г. работи като социолог в Столичната РЗИ в София. От 2008 до 2016 г. е социолог в Програма „Превенция и контрол на ХИВ/СПИН“ към Министерство на здравеопазването. През 2009 г. след конкурс е избрана за асистент, от 2017 г. след конкурс е преназначена на длъжността главен асистент, а през 2024 г. след конкурс е избрана за доцент в МУ-София. Преподава биостатистика, социология, основи на научноизследователската работа, медицинска информатика на студенти в магистърските програми по медицина и дентална медицина на български и английски език, в бакалавърските програми на български език на Факултета по обществено здраве и в курсове по следдипломно обучение.

## Научни публикации и научна активност
Тя е автор на над 200 научни публикации: статии, монографии, глави от книги. Научните ѝ трудове са цитирани над 700 пъти в страната и чужбина, включително в международни бази данни, като Google Наука – над 700 цитата, Scopus – 170 цитата и Web of Science – над 160 цитата. Нейният индекс на Хирш в Scopus е 8. В медицинската база данни PubMed има над 20 публикации. Участва в над 70 национални и международни конгреси и конференции.
Рецензент е в няколко списания с импакт фактор: European Journal of Hospital Pharmacy, Pharmacia, Biotechnology & Biotechnological Equipment, Journal of infection and public health, Global medicine and healthcare и др.
Тя е участник в няколко национални и международни научни проекти по проблемите на превенцията на ХИВ, ваксинопрофилактиката и други теми от общественото здраве.

## Членства
- Национално сдружение за здравна политика и мениджмънт
- Българско научно дружество по обществено здраве
- Българска лига по хипертония
- Българска социологическа асоциация
- Balkan Medical Union
- European Public Health Association